# 资料架

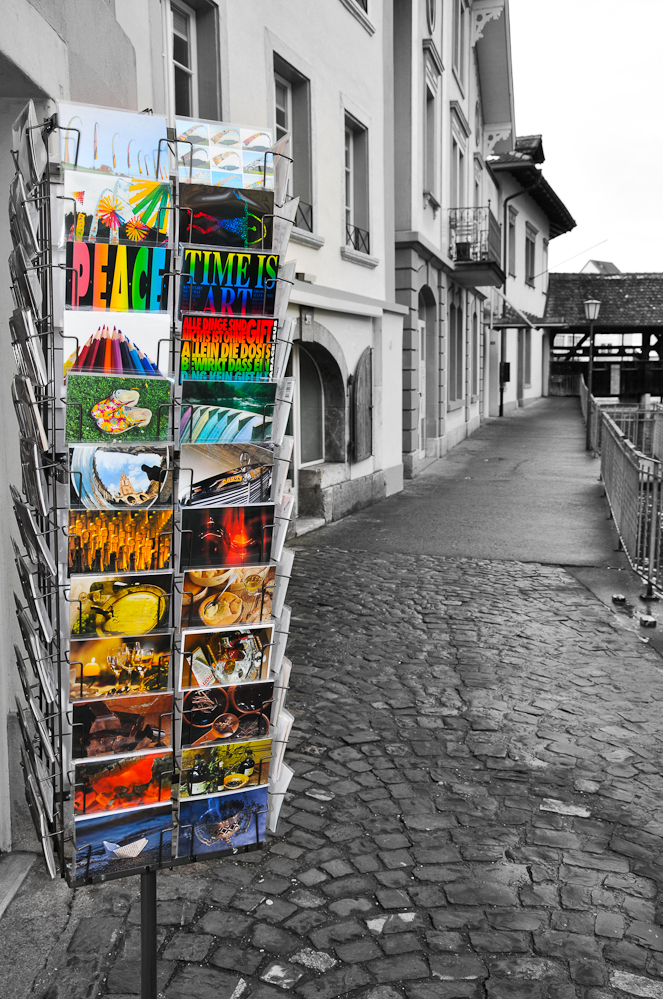
明信片的資料架

资料架，为展架的一种，有二种常用类型。一种是非贏利型的，比如办公楼用来摆放阅读资料报刊用的资料架。一种是商用型的，用来摆放宣传企业产品或形象的，多摆放于公共场所,如商场，酒店，展览等人流多的地方。

## 特徵
從功能角度講，商品陳列應圍繞消費者購買商品的願望，抓住消費者的注意力、興趣、慾望、記憶等一系列心理活動。展示架除了色彩、文字、圖形等室內設計元素外，也體現了POP廣告的運用功能。商品的陳列必須滿足傳達訊息和商品的銷售功能，並應具有個人化的風格和結構設計。展示架的重要特點是：美觀、結構堅固、組裝簡單、拆卸快速、運輸方便。展示架通常由瓦楞紙板、波紋聚丙烯（又稱波紋塑膠或correx）和壓克力製成。瓦楞和波紋聚丙烯支架可以全彩印刷並以平板包裝的形式提供，可快速組裝。
普通资料架常用冷轧钢管材和板材制作，表面喷涂。价格比较低廉。结实耐用。也有用木材，不锈钢材料等。配合使用玻璃，亚克力这些材料。